# اوراخ (آلمان)
اوراخ (به آلمانی: Aurach) یک شهر در آلمان است که در آنسباخ واقع شده‌است.